# Branchioscorpio richardsoni
Branchioscorpioniidae, Branchioscorpio
Famille
Genre
Espèce
Branchioscorpio richardsoni, unique représentant du genre Branchioscorpio et  de la famille des Branchioscorpioniidae, est une espèce fossile de scorpions.

## Distribution
Cette espèce a été découverte au Wyoming aux États-Unis. Elle date du Dévonien.

## Étymologie
Cette espèce est nommée en l'honneur d'Eugene Stanley Richardson.

## Publication originale
- Kjellesvig-Waering, 1986 : « A restudy of the fossil Scorpionida of the world. » Palaeontographica Americana, vol. 55, p. 5-287.